# 葵果子
葵 果子（あおい かこ、1997年10月22日 - ）は、日本の元ジュニアアイドル、元グラビアアイドル。
愛知県出身。サンアイズに所属していた。

## 経歴
2008年4月25日、清純いもうと倶楽部レーベルのDVD『たっぷり葵果子』で10歳でデビューし、以後、同シリーズや『くすぐり学園』シリーズに約1年間出演した。2008年11月26日付で所属事務所との契約が破棄され、引退した。

## 人物
チャームポイント:笑った時のえくぼ
好きな食べ物:果物
嫌いな食べ物:お肉
特にくすぐったい場所:腰、膝小僧、足の裏
「小学生 くすぐり学園番外編 エイリアンアブダクト こちょぐりん星人 生体実験の真実!? 2」において、バンザイの状態で両脇の少し下をくりくりくすぐられた時にとてもくすぐったそうな反応をしていたのは印象的

## 作品

### DVD
- たっぷり葵果子（2008年4月25日、アイマックス） ISBN 978-4-904252-15-4
- 小学生 くすぐり学園番外編 エイリアンアブダクト こちょぐりん星人 生体実験の真実!? 2（2008年4月25日、TOY WILLOW、出演: わかな、まりあ、かこ）
- たっぷり葵果子 Part.2 10歳（2008年5月25日、アイマックス） ISBN 978-4-904252-23-9
- たっぷり葵果子 Part.3 10歳（2008年6月25日、アイマックス） ISBN 978-4-904252-30-7
- 小学生 くすぐり学園番外編 幽霊屋敷でオニごっこ Vol.3（2008年6月27日、TOY WILLOW、出演: かこ、まりあ、ゆい）
- たっぷり葵果子 Part4 10歳（2008年7月25日、アイマックス） ISBN 978-4-904252-36-9
- 小学生 くすぐり学園番外編 幽霊屋敷でオニごっこ Vol.4（2008年7月29日、TOY WILLOW、出演: みほ、かこ、れい）
- たっぷり葵果子 Part5 10歳（2008年8月25日、アイマックス） ISBN 978-4-904252-43-7
- 小学生 くすぐり学園番外編 未来からの刺客 コチョリネーターとオニごっこ 2（2008年8月29日、TOY WILLOW、出演: かこ、れい、まりあ）
- たっぷり葵果子 Part6 10歳（2008年9月25日、アイマックス） ISBN 978-4-904252-55-0
- moecco Vol.16（9月25日、マイウェイ出版、雑誌・表紙、DVD付）
- たっぷり葵果子 Part7 10歳（2008年10月25日、アイマックス） ISBN 978-4-904252-62-8
- 小学生 くすぐり学園番外編 悪夢のくすぐりモンスター（2008年10月29日、TOY WILLOW、出演: かこ、れい、りさ）
- たっぷり葵果子 Part8 10歳（2008年11月25日、アイマックス） ISBN 978-4-904252-70-3
- たっぷり葵果子 Part9 10歳（2008年12月25日、アイマックス） ISBN 978-4-86378-003-3
- たっぷり葵果子 Part10（2009年2月25日、アイマックス） ISBN 978-4-86378-025-5